# Jörg-Dieter Gauger
Jörg-Dieter Gauger (* 27. November 1947 in Lüdenscheid; † 7. Juli 2015 in Bonn) war ein deutscher Althistoriker.
Jörg-Dieter Gauger studierte an der Universität Bonn. Seit dem Studium gehörte er der Sängerschaft Bardia Bonn und später auch der Sängerschaft zu St. Pauli Jena an. Er wurde nach einem Studium der Geschichtswissenschaft 1975 mit der Dissertation Beiträge zur jüdischen Apologetik. Untersuchungen zur Authentizität von Urkunden bei Flavius Josephus und im 1. Makkabäerbuch an der Universität Bonn promoviert. Er war danach langjähriger Abteilungsleiter bei der Konrad-Adenauer-Stiftung, wo er seit 2003 Koordinator in der Arbeitsgruppe Gesellschaftspolitik und stellvertretender Leiter der Hauptabteilung Wissenschaftliche Dienste war. Hier hat er mehr als vierzig monografische Publikationen der Stiftung mitverfasst oder herausgegeben. Daneben blieb er als Althistoriker tätig und hier als wissenschaftlicher Mitarbeiter weiterhin der Universität Bonn verbunden. Gauger habilitierte sich dort 1996 mit der Arbeit Authentizität und Methode. Untersuchungen zum historischen Wert des persisch-griechischen Herrscherbriefs in literarischer Tradition. Danach lehrte er dort zunächst als Privatdozent, dann als außerplanmäßiger Professor.

## Schriften (Auswahl)
- Beiträge zur jüdischen Apologetik. Untersuchungen zur Authentizität von Urkunden bei Flavius Josephus und im 1. Makkabäerbuch (= Bonner biblische Beiträge, Band 49). Hanstein, Köln-Bonn 1977, ISBN 3-7756-1048-0.
- Sibyllinische Weissagungen. Griechisch-deutsch (= Sammlung Tusculum). Artemis und Winkler, Düsseldorf-Zürich 1998, ISBN 3-7608-1701-7.
- Authentizität und Methode. Untersuchungen zum historischen Wert des persisch-griechischen Herrscherbriefs in literarischer Tradition (= Studien zur Geschichtsforschung des Altertums, Band 6). Kovač, Hamburg 2000, ISBN 3-8300-0107-X.
- (Hrsg.) Bildung der Persönlichkeit. Herder, Freiburg im Breisgau/Basel/Wien 2006, ISBN 3-451-23017-8.